# Одинокое (Крым)
Одино́кое (до 1948 года — Джанко́й; укр. Одиноке, крымскотат. Canköy, Джанкой) — исчезнувшее село в Белогорском районе Республики Крым (согласно административно-территориальному делению Украины — Автономной Республики Крым). Располагалось в центрн района, в предгорье Внутренней гряды Крымских гор, в низовьях долины реки Сарысу, примерно в 3 км к юго-западу от Белогорска, сейчас — подсобное хозяйство.

## История
Хутор Джанкой был основан немцами-лютеранами в середине XIX века: в «Списке населённых мест Таврической губернии по сведениям 1864 года» поселение ещё не записано, а на трёхверстовой карте Шуберта 1865—1876 года уже обозначен Джон-Кой с 7 дворами. В «Памятной книге Таврической губернии 1889 года» по результатам Х ревизии 1887 года записан Джанкой, как ещё не приписанный к Зуйской волости, с 15 дворами и 84 жителями.
После земской реформы 1890 года, Джанкой остался в составе Зуйской волости. Видимо, в связи с началом Первой мировой войны и ростом антинемецких настроений в обществе, население хутора сокращалось: если в 1905 году жителей было 25, то в 1915 — 13. По Статистическому справочнику Таврической губернии. Ч.II-я. Статистический очерк, выпуск шестой Симферопольский уезд, 1915 год, на хуторе Джанкой (Аргинская дача) Зуйской волости Симферопольского уезда числилось 4 двора с немецким населением в количестве 10 человек приписных жителей и 3 «посторонних».
После установления в Крыму Советской власти, по постановлению Крымревкома от 8 января 1921 года была упразднена волостная система и село вошло в состав вновь созданного Карасубазарского района Симферопольского уезда, а в 1922 году уезды получили название округов. 11 октября 1923 года, согласно постановлению ВЦИК, в административное деление Крымской АССР были внесены изменения, в результате которых округа ликвидировались, Карасубазарский район стал самостоятельной административной единицей и селение включили в его состав. Согласно Списку населённых пунктов Крымской АССР по Всесоюзной переписи 17 декабря 1926 года, на хуторе Джанкой, Аргинского сельсовета Карасубазарского района, числилось 3 двора, все крестьянские, население составляло 11 человек, все немцы. Вскоре после начала Великой Отечественной войны, 18 августа 1941 года крымские немцы были выселены, сначала в Ставропольский край, а затем в Сибирь и северный Казахстан.
После освобождения Крыма от фашистов, 12 августа 1944 года было принято постановление № ГОКО-6372с «О переселении колхозников в районы Крыма», в исполнение которого в район завезли переселенцев: 6000 человек из Тамбовской и 2100 — Курской областей, а в начале 1950-х годов последовала вторая волна переселенцев из различных областей Украины. С 25 июня 1946 года Джанкой в составе Крымской области РСФСР. Указом Президиума Верховного Совета РСФСР, от 18 мая 1948 года, хутор Джанкой был переименован в деревню Одинокую. 26 апреля 1954 года Крымская область была передана из состава РСФСР в состав УССР.
Одинокое Ароматновского сельсовета ликвидировано до 1960 года, поскольку в «Справочнике административно-территориального деления Крымской области на 15 июня 1960 года» селение уже не значилось (согласно справочнику «Крымская область. Административно-территориальное деление на 1 января 1968 года» — в период с 1954 по 1968 год).